# Coro Edelweiss 60 anni
60 Anni è il sesto album del Coro Edelweiss, uscito nel 2010 in occasione dei 60 anni di attività musicale del coro
Si tratta della sesta produzione discografica del Coro Edelweiss del C.A.I. di Torino; contiene la registrazione del concerto tenutosi al Conservatorio G. Verdi di Torino il 19/11/2010 per celebrare i 60 anni di attività del coro. Assieme al CD è presente un libro contenente i testi di 24 canti armonizzati Edelweiss più un'introduzione del Maestro Francesco Bianchi sulla definizione "tecnica" del canto di montagna, che finalmente assurge al rango musicale ed artistico che gli compete. Sono presenti in questa registrazione brani non più eseguiti dal coro da molto tempo e riproposti per l'occasione in questo spettacolo

## Tracce
1. Il contrabbandiere - arm. Edelweiss
2. Mezanot - arm. Edelweiss
3. Gli Aizimponeri - arm. Edelweiss
4. La povera Emma - arm. Edelweiss
5. Carolina di Savoia - arm. Edelweiss
6. Ce bielis maninis – G. Mazzarri
7. C'erreno tre sorelle – L. Pigarelli
8. La violeta - arm. Edelweiss
9. Monte Canino - arm. Edelweiss
10. Varda la luna - arm. Edelweiss
11. La canzone della Julia - arm. Edelweiss
12. Belle rose du printemps –T. Usuelli
13. Io vorrei -  A.B. Michelangeli
14. Se chanto - G. Sportelli
15. Al reggimento - arm. Edelweiss